# Eriador

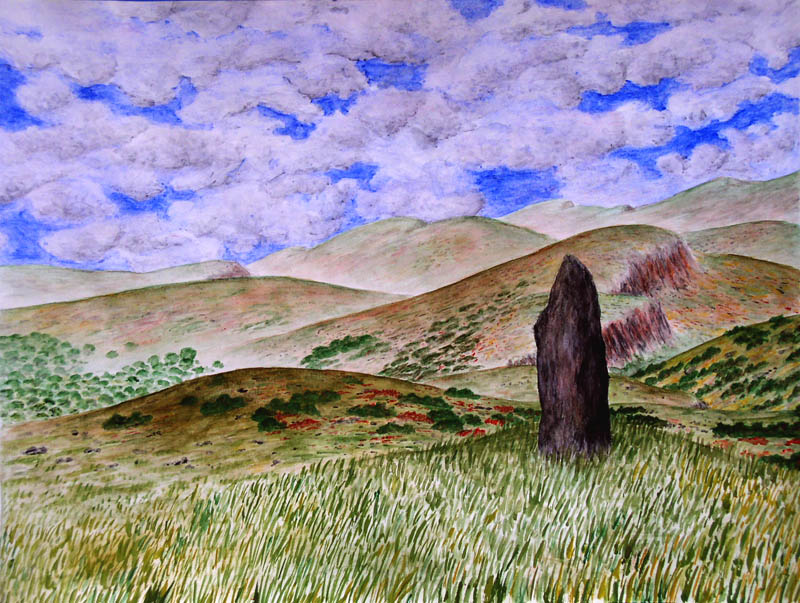
Enedwaith

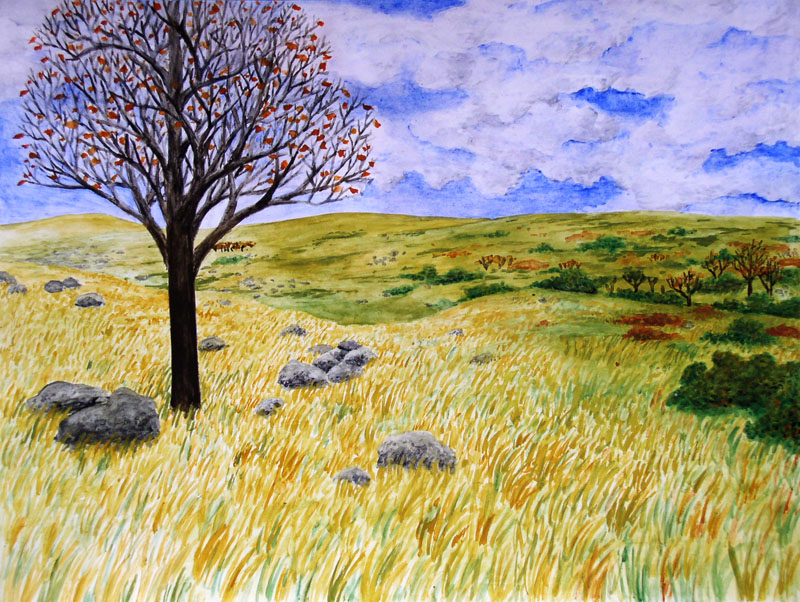
Minhiriath

Eriador (het eenzame land) is in de boeken van Tolkien, In de Ban van de Ring, de streek tussen de Nevelbergen en de Blauwe Bergen. In het noorden wordt Eriador begrensd door Belegaer en de IJsbaai van Forochel, in het zuiden eveneens door Belegaer en de rivier de Isen. Verschillende belangrijke rivieren stromen door Eriador: de Lhûn, de Gwathló en de Baranduin.
Naar het westen leidden passen over de Blauwe Bergen naar Lindon. In het oosten leidden passen over de Nevelbergen, waaronder de Roodhoornpas. Ook kon men via Khazad-dûm of vestingen van de orks reizen. Een langere uitweg was via de oude handelsweg naar het zuiden, de Isen over. Vanaf daar kon men verder de weg volgen naar de Kloof van Rohan, Isengard, Rohan, of nog verder zuidwaarts langs de kust naar West-Gondor.

## Eerste Era
Eriador was niet direct betrokken bij de oorlogen van de elfen en Morgoth tijdens de Eerste Era. Tijdens de Oorlog van Gramschap en na de verwoesting van Beleriand trokken mensen, dwergen, orks, trollen, enten en in ieder geval Shelob en de Balrog van Khazad-dûm Eriador binnen. Het Elfenkoninkrijk Lindon van Gil-galad alsook de Grijze Havens vestigden zich ten westen van Eriador in de enige overgebleven delen van Beleriand.

## Tweede Era
In de Tweede Era vestigden de Noldor onder Celebrimbor een koninkrijk in Eregion. Tijdens de Tweede Era was Eriador ook nog zwaar bebost en een rijk van de Enten alsook de voorouders van de Donkerlanders. Later in de Tweede Era kwamen de Númenoreanen echter naar Eriador en vestigden er havens en steden: Tharbad en Lond Daer. Door de ontbossing ontstond een conflict tussen de voorouders van de Donkerlanders en de Númenoreanen. Tijdens de Tweede Era werden oorlogen uitgevochten tussen de elfen met hun bondgenoten Númenor en Khazad-dûm enerzijds en Sauron anderzijds. Eriador werd daardoor blootgesteld aan grootschalige verwoesting en nog meer ontbossing. Rivendel werd gevestigd als vesting in het oosten van Eriador nadat Eregion was vernietigd door Sauron. Later in de Tweede Era, na de ondergang van Númenor, vestigden de overlevenden die trouw waren gebleven aan de Valar het koninkrijk Arnor in Eriador.

## Derde Era
Tijdens de Derde Era verzwakte Arnor aanzienlijk door broedertwisten en viel uiteen in drie koninkrijken: Arthedain, Cardolan en Rhudaur. Nadat de Tovenaar-koning van Angmar zich in Carn-dûm had gevestigd en samen met Rhudaur het door de Grote Pest verzwakte Arthedain en Cardolan had vernietigd werd diens koninkrijk uiteindelijk door de elfen van Lindon en Rivendel en hun bondgenoot Gondor vernietigd. In de Derde Era vestigden zich ook Hobbits in het gebied wat uiteindelijk De Gouw werd genoemd, met toestemming van Arthedain. Toen dit laatste land verdween werd de Gouw min of meer vergeten en functioneerde deze als een onafhankelijk land. Het dorp Breeg bestond ook nog in de Derde Era. Buiten de Gouw, Breeg en Rivendel was Eriador over het algemeen een dunbevolkt, woest en wetteloos gebied geworden dat door kwaadaardige wezens als orks, trollen, grafgeesten en de Oude Wilgeman onveilig werd gemaakt.

## Vierde Era
Koning Elessar herstelde in de Vierde Era het koninkrijk Arnor. Het is aannemelijk dat dit koninkrijk aanvankelijk relatief dunbevolkt was, aangezien Eriador in de Derde Era grotendeels ontvolkt en ontbost was. De Gouw behoudt onder Elessar zijn de facto onafhankelijkheid en wordt door deze uitgebreid in het westen.
Aman · Belegaer · Beleriand · Cuiviénen · Eriador · Forod · Gondor · Harad · Hildórien · Mordor · Númenor · Rhovanion · Rhûn